# Мистическое обручение святой Екатерины Александрийской
Мистическое обручение святой Екатерины Александрийской (итал. Il Matrimonio mistico di Santa Caterina d'Alessandria; нем. Mystische Hochzeit der Hl. Katharina) — тема христианской религиозной живописи, а также иконография сюжета, связанного с жизнеописанием святой Екатерины Александрийской. Тема, известная с XIV в. Встречается на картинах многих европейских живописцев. Святая Екатерина изображается в символическом бракосочетании с Иисусом Христом, который, часто изображаемый Младенцем, одевает ей на палец обручальное кольцо, что символизирует избранность и духовную связь со Спасителем.

## Иконография
В истории христианского искусства на основе этого мистического сюжета по историко-региональным обстоятельствам возникали и другие, например «Мистическое обручение Святой Агнессы Римской» или «Мистическое обручение Екатерины Сиенской». Аналогичная история содержится в биографии Марии Магдалины де Пацци.
Подчас бывает трудно определить, обручение какой именно святой изображено на картине, если это не оговорено в названии. В случае «двух Екатерин» помогают атрибуты: Екатерина Александрийская была принцессой, Екатерина Сиенская — монахиней, поэтому одна из них может быть изображена в роскошных одеждах (как правило, красных — символ мученичества) и царском венце, другая — в монашеском одеянии доминиканского ордена.
Близкие иконографические варианты — «Дева среди дев» (Virgo inter virgines), в котором представлены венчаемые избранницы Христа среди других праведниц: Младенец Христос коронует их или одевает им на палец кольцо, а также Святое Собеседование, в котором соединяются многие темы и мотивы.
В композиции на эту тему могут присутствовать Дева Мария, часто восседающая на троне, Иоанн Креститель, другие святые и донаторы. Редкий пример — картина Боргоньоне, на которой Иисус обручается одновременно с обеими Екатеринами.

## Историографические основания
Святая Екатерина Александрийская — великомученица III в. из Египта. В «Золотой легенде» Иакова Ворагинского рассказывается, что она была царского рода, дочерью короля Косты, или, во всяком случае, из очень знатной и богатой семьи. В детстве она потеряла родителей, посвятила себя учёбе, окружив себя мудрыми и эрудированными людьми, особенно в области философии и религии. Она была не только женщиной большого ума, но и очень красива, с ней стремились вступить в брак самые влиятельные люди Александрии. Рассказано также, что ещё подростком, она увидела сон, или, скорее, видение: ей показалось, что на небесах, среди ангелов и святых, младенец Христос на руках у Девы Марии, взял драгоценное кольцо, подаренное Девой Марией, и надел ей на палец, сделав её своей невестой. Проснувшись, Екатерина обнаружила на своём пальце то же самое кольцо, которое видела и носила на небесах, и сочла себя навеки невестой Христа.
Подобная тема «мистического брака» с божеством издавна известна в экстатической мифологии восточного Средиземноморья и Анатолии.
Святая Екатерина Сиенская (урождённая Катерина ди Бенинкаса) — Учитель Церкви XIV в. из Италии, католическая святая, терциарка (монахиня в миру) доминиканского ордена. На своём подвижническом пути во многом ориентировалась на пример святой Екатерины Александрийской, в честь которой была крещена. Она повторила и эпизод с обручением с Христом.
Произошло это так: в 1367 году, когда весь город Сиена справлял карнавал, девушка предпочла молиться в своей комнатке Иисусу Христу: «Сочетайся со мной браком в вере!». Ей явился Спаситель и сказал: «Ныне, когда остальные развлекаются, Я решил отпраздновать с тобой праздник твоей души». Екатерина оказалась на небесах; Дева Мария, как и в предыдущем случае, протянула руку девушки своему Сыну. Он надел ей на руку золотое кольцо с алмазом и четырьмя жемчужинами. Кольцо оставалось на руке Екатерины до конца жизни, но было невидимым для всех, кроме неё. До настоящего времени в Сиене считается, что во время карнавальной процессии горожане не должны проходить по улице Фонтебранда, где была отпразднована эта свадьба. На фронтоне дома есть надпись: «Это дом Екатерины, Невесты Христа».

## Духовный смысл сюжета
В Ветхом и Новом Заветах любовь Бога к человеку, и, в частности, Его отношения с избранным народом (будь то Синагога или Церковь), часто сравниваются с духовными отношениями между женихом и невестой. Подобным же образом, христианская девственность с ранних веков рассматривалась как особое приношение души своему Супругу, Христу. Ничего иного не подразумевалось, когда речь шла о мистическом бракосочетании святой Агнессы Римской или святой Екатерины Александрийской. Эти изначальные представления впоследствии получили более полное развитие, и термин «мистический брак» стал пониматься в двух различных смыслах: широком и узком.
Во многих жизнеописаниях святых подразумевается широкий смысл. Здесь мистический брак заключается в видении, в котором Христос говорит душе, что берёт её в невесты, вручая ей традиционное кольцо, и явление сопровождается церемонией; присутствуют Пресвятая Дева Мария, святые и ангелы. Это символ чисто духовной благодати; агиографы не уточняют, что это за благодать, но можно по крайней мере сказать, что душа получает дар милосердия и близости с Богом, и что Он впоследствии будет более особенно заботиться о ней. Все это, действительно, включено в понятие брака. Более того, как жена должна участвовать в жизни своего мужа, и как Христос пострадал ради искупления человечества, мистический супруг вступает в более интимное участие в Его страданиях. Существенно, что в большинстве случаев мистический брак даруется стигматикам и экзегетам. Было подсчитано, что с древнейших времен до наших дней история христианства зафиксировала семьдесят семь мистических браков; они упоминаются в связи с женщинами — святыми подвижницами, например: Блаженная Анджела из Фолиньо, святая Екатерина Сиенская, святая Колетта, святая Тереза, святая Екатерина Риччи, достопочтенная Марина д’Эскобар, святая Мария Магдалина де Пацци, святая Вероника Джулиани, достопочтенная Мария де Агреда. Религиозное искусство использовало все возможности для прославления мистического брака, рассматриваемого как праздничное действо.

## Галерея
- Амброджо Бергоньоне. Мистическое обручение со святыми Екатериной Александрийской и Екатериной Сиенской. Ок. 1490. Дерево, масло. Лондонская национальная галерея
- Мастер легенды Святой Луции. Дева среди дев. Ок. 1488. Дерево, масло. Королевские музеи изящных искусств, Брюссель
- Пьеро ди Козимо. Мистическое обручение святой Екатерины Александрийской. Мария с Младенцем, ангелы, святая Екатерина Александрийская, святая Роза из Витербо, святые Пётр и Иоанн Креститель. 1493. Дерево, масло. Музей Оспедале дельи Инноченти, Флоренция
- Паоло Веронезе. Мистическое обручение Святой Екатерины Александрийской. 1560-е. Холст, масло. Галерея Академии, Венеция
- Корреджо. Обручение Святой Екатерины Александрийской со Святым Себастьяном. Между 1526 и 1527. Дерево, масло. Лувр, Париж
- Пармиджанино. Мистическое обручение Святой Екатерины Александрийской. ок. 1527. Дерево, масло. Лондонская национальная галерея
- Тициан. Святое собеседование. Мадонна с Младенцем, Святой Лука и Екатерина Александрийская. Холст, масло. Частное собрание
- Пьетро Дандини. Мистическое обручение Марии Магдалины де Пацци. После 1669. Церковь Святой Марии, Кьянти, Тоскана
- Клементе де Торрес. Мистическое обручение Святой Екатерины Сиенской. Ок. 1700. Дерево, масло. Частное собрание